# Amazônia Legal
Mapa político da Amazônia Legal
A Amazônia Legal é uma área que engloba nove estados do Brasil pertencentes à bacia Amazônica, instituído pelo governo federal via lei 1 806/1953, reunindo regiões de idênticas características, com o intuito de melhor planejar o desenvolvimento socioeconômico da região amazônica. É formada por nove estados brasileiros: Acre, Amapá, Amazonas, pelo norte de Mato Grosso, Pará, Rondônia, Roraima, Tocantins e parte do estado do Maranhão (a oeste do meridiano de 44º de longitude oeste), perfazendo uma superfície de aproximadamente 5 015 067,86 quilômetros quadrados correspondente a cerca de 58,93%% do território brasileiro. Sua população, entretanto, corresponde a 12,32% do total de habitantes do Brasil.
Nela, vivem em torno de 23 milhões de pessoas, segundo o censo 2010, distribuídas em 775 municípios, nos estados do Acre, Amapá, Amazonas, Mato Grosso, Pará, Rondônia, Roraima, Tocantins (98% da área do estado), Maranhão (79%) e Goiás (0,8%). Além de conter 20% do bioma cerrado, a região abriga todo o bioma Amazônia, o mais extenso dos biomas brasileiros, que corresponde a 1/3 das florestas tropicais úmidas do planeta, detém a mais elevada biodiversidade, o maior banco genético e 1/5 da disponibilidade mundial de água potável.
Nos nove estados da Amazônia Legal, residem 55,9% da população indígena brasileira, ou seja, cerca de 250 mil pessoas, segundo o Sistema de Informação da Atenção à Saúde Indígena (SIASI) em abril de 2005 da Fundação Nacional de Saúde (FUNASA). A região abrange 24 dos 34 distritos sanitários especiais indígenas mantidos pela FUNASA e com uma grande diversidade étnica (cerca de 80 etnias).

## História

### Colonização
Originalmente, esta região era habitada por uma grande diversidade de povos ameríndios, pertencentes às famílias linguísticas tupi, caribe, aruaque, pano e tucano.
O Delta do Amazonas foi "descoberto" em 1500 pelo navegador espanhol Vicente Yáñez Pinzón. Entretanto, este rio só foi navegado em 1542, pelo seu conterrâneo Francisco de Orellana, que relata ter sido atacado por mulheres índias, semelhantes às amazonas da mitologia grega, dando origem ao nome do rio Amazonas.
Os país europeus não reclamariam as terras situadas ao norte do Brasil até a primeira metade do século XVII, quando Portugal começou as reivindicações, assim em 1616, portugueses liderados por Francisco Caldeira Castelo Branco ergueram o Forte do Castelo, marco inicial da cidade brasileira de Belém. Entre 1637 e 1639, Pedro Teixeira percorreu o Rio Amazonas e em seguida por um de seus afluentes, o Rio Napo, chegando a cidade equatoriana de Quito.
Em 1657, iniciou o avanço oficial, mas clandestino, da ocupação portuguesa na parte oeste da região amazonida, quando o cabo Bento Maciel Parente partiu da cidade de São Luís no comando de uma tropa para efetuar um resgate de indígenas que eram prisioneiros das tribos inimigas, que chegou meses depois às margens do rio Tarumã na região do atual estado do Amazonas onde fixaram morada temporária. O colono português incentivava a guerra inter-tribos e a captura de indígenas como prisioneiros, para em seguida resgatá-los e escravizá-los. Esta ocupação ocorreu através da catequese indígena e da exploração das drogas do sertão (elementos da floresta).
Os portugueses ocuparam a região "clandestinamente" durante um século, quando em 1750 ocorreu o Tratado de Madri, um acordo entre os reis de Portugal e Espanha sobre os novos limites fronteiriços entre seus territórios na América do Sul. Como a região amazonida estava ocupado pelos portugueses durante muitos anos, a posse permaneceu com Portugal, ficando para a Espanha os outros países amazonidas (que atualmente falam a língua espanhola): Venezuela, Colômbia, Equador, Peru e Bolívia (atual Amazônia Natural).

### Desenvolvimento
A Superintendência do Plano de Valorização Econômica da Amazônia (SPVEA) foi criada em 1953 por Getúlio Vargas, com a finalidade de promover o desenvolvimento da produção agropecuária e a integração da Região à economia nacional, pois esta parte do país estava muito isolada e subdesenvolvida.
Entende-se que a SPVEA falhou porque se voltou muito ao extrativismo, abrindo linhas de crédito bancário direcionado quase sempre para a borracha e excluindo outras atividades, como o cultivo da juta e da pimenta-do-reino, e não investiu na infraestrutura social e viária da região.
Em 1966, no governo Castelo Branco, durante o início do regime militar, a SPVEA foi substituída pela Superintendência do Desenvolvimento da Amazônia (SUDAM). Este órgão foi criado para também dinamizar a economia amazônica. Além de coordenar e supervisionar, outras vezes mesmo elaborar e executar, programas e planos de outros órgãos federais. A SUDAM criou incentivos fiscais e financeiros especiais para atrair investidores privados, nacionais e internacionais.
Em 1967, visando a contemplar a ideia de desenvolver a Região Norte, foi criada a Zona Franca de Manaus: uma área de livre comércio com isenção fiscal, que até hoje perdura.
Em 24 de agosto de 2001, o presidente Fernando Henrique Cardoso, na medida provisória nº. 2 157-5, criou a Agência de Desenvolvimento da Amazônia (ADA) e extinguiu a SUDAM. Esta decisão foi tomada após várias críticas quanto à eficiência desta autarquia, passando a ser a responsável pelo gerenciamento dos programas relativos à Amazônia Legal.
A Superintendência do Desenvolvimento da Amazônia (SUDAM), autarquia federal vinculada ao Ministério da Integração Nacional, foi criada pela Lei Complementar N° 124, de 3 de janeiro de 2007, em substituição à Agência de Desenvolvimento da Amazônia (ADA). O Decreto 6218, de 4 de outubro de 2007, aprovou a Estrutura Regimental e o Quadro Demonstrativo dos Cargos em Comissão e suas Funções Gratificadas.

### Criação

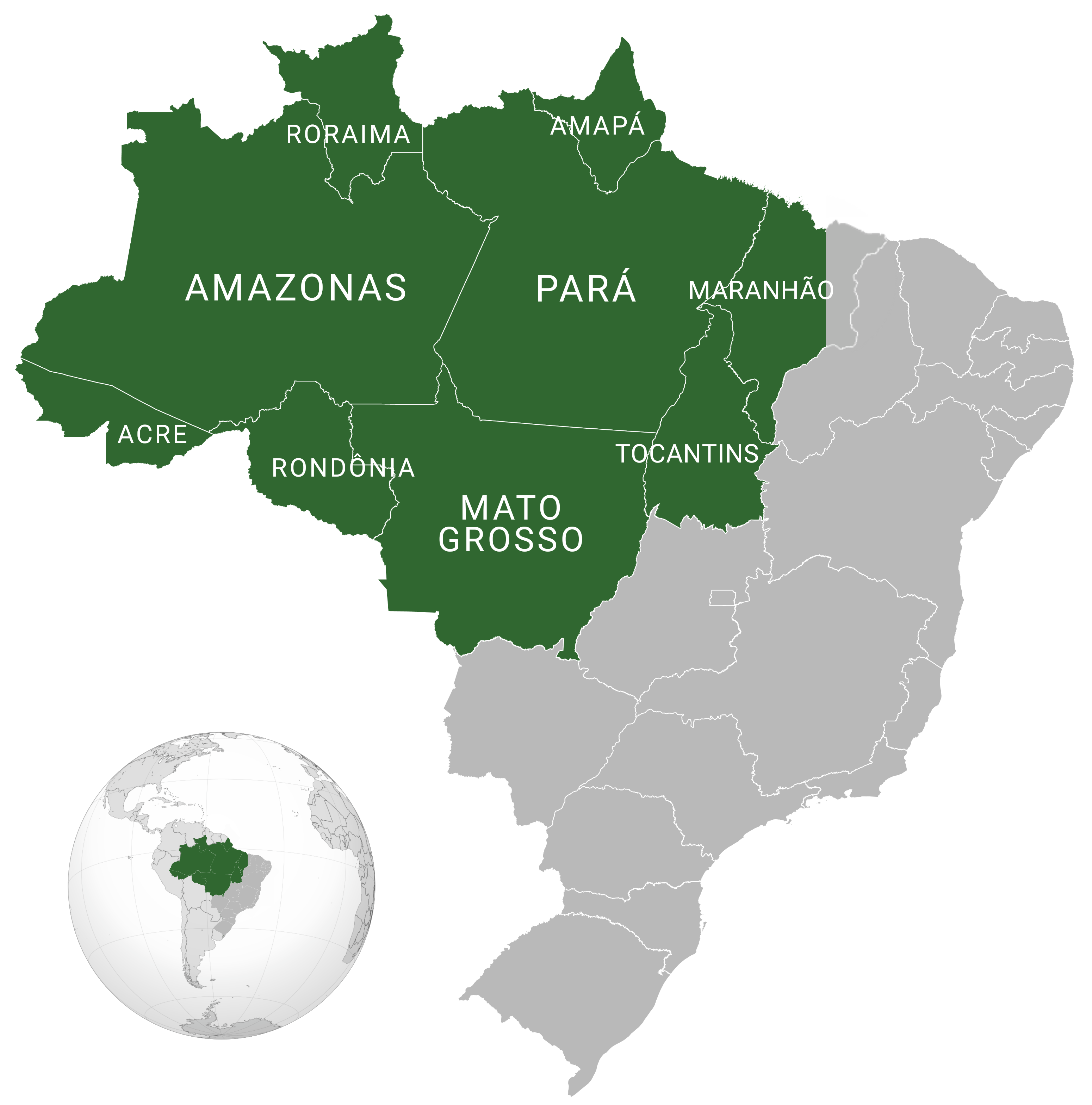
A Amazônia Legal em relação ao restante do Brasil

Com esse dispositivo, a Amazônia brasileira passou a ser chamada de Amazônia Legal, fruto de um conceito político e não de um imperativo geográfico, ou seja, da necessidade do governo de planejar e promover o desenvolvimento da região. Perfaz uma superfície de aproximadamente 5 217 423 quilômetros quadrados correspondente a cerca de 61% do território brasileiro. A região foi definida, portanto, pela lei, independentemente se sua área pertenceria à bacia Amazônica, se seu ecossistema seria de selva úmida tropical ou qualquer outro critério semelhante.
Em 9 de outubro de 1953, pelo decreto 35600, é aprovado o regulamento do Plano de Valorização Econômica da Amazônia. Em 1966, pela Lei 5173 de 27 de outubro de 1966 (extinção da SPVEA e criação da SUDAM) o conceito de Amazônia legal é reinventado para fins de planejamento.
Em 11 de outubro de 1977, a lei complementar nº 31 cria o estado do Mato Grosso do Sul e, em decorrência, o limite estabelecido pelo paralelo 16º é extinto. Todo o estado do Mato Grosso passa a fazer parte da Amazônia legal.
Com a Constituição Federal de 5 de outubro de 1988, foi criado o estado do Tocantins e os territórios federais de Roraima e do Amapá são transformados em estados federados (disposições transitórias, artigos 13 e 14). Desta forma, o paralelo que dividia o antigo estado de Goiás, que limitava a área da Amazônia legal, foi substituído pelos limites políticos entre Goiás e Tocantins.
Em 2008, foi criado o Fórum de Governadores da Amazônia Legal, criado para discutir propostas comuns de desenvolvimento sustentável, que possam ser implementadas pelos nove estados que compõem a região.
Em 2019, foi criado o Consórcio da Amazônia Legal, com o objetivo de disseminar e consolidar estratégias em prol do desenvolvimento conjunto dos consorciados.

## Divisão

A Amazônia Ocidental, representada dentro dos limítes geo-políticos da Amazônia Legal.

A Amazônia Legal está dividida em Amazônia Ocidental e Amazônia Oriental. A primeira se localiza no centro geográfico da Amazônia continental, ocupando uma área de 2 194 599 km². Esta área corresponde a 25,7% do território brasileiro, tem 6 242 000 habitantes, segundo censo de 2010 e foi criada pelo decreto-lei 356/68. E segundo este, constitui-se dos estados de Amazonas, Acre, Rondônia e Roraima. Já a Amazônia Oriental é definida por exclusão, restando ser constituída por: Amapá, Maranhão, Mato Grosso, Pará e Tocantins.

## Mídia
O governo federal permitiu que as retransmissoras de televisão existentes na região se tornassem microgeradoras, em concessões outorgadas entre 1975,  1977, 1986 e 1987, e 1995 e 1996, muitas das vezes feitas por conta de eleições importantes, o que gerou polêmicas, especialmente no período às vésperas da aprovação da Constituição brasileira de 1988 e da aprovação da emenda constitucional que permite a reeleição de cargos de prefeitos, governador e presidente da república em 1997. Em 2019, foi autorizado o uso de retransmissoras à rádios na região.